# Wodzirej (film)
Wodzirej – polski film obyczajowy z 1977 roku w reżyserii Feliksa Falka, nakręcony według autorskiego scenariusza. Film zaliczany do nurtu kina moralnego niepokoju przedstawia losy Lutka Danielaka (Jerzy Stuhr), wodzireja znajdującego się na dalekim miejscu w hierarchii konferansjerów, który pragnie przyśpieszyć swoją karierę, posługując się szantażem, donosicielstwem oraz innymi nieetycznymi działaniami.
Wodzirej został nagrodzony Złotym Gronem na festiwalu Lubuskie Lato Filmowe, a Falk wespół ze Stuhrem oraz operatorem Edwardem Kłosińskim otrzymali na tym samym festiwalu nagrodę Don Kichot. Jerzy Stuhr za tę rolę został również nagrodzony na Międzynarodowym Festiwalu Filmowym w Chicago.

## Fabuła
Bohaterem Wodzireja jest Lutek Danielak, znajdujący się na dalekim miejscu w hierarchii wodzirejów-konferansjerów w wojewódzkim oddziale Estrady. Do jego codziennych zadań należy między innymi obsługa przyjęć dla dzieci i rencistów oraz zabaw szkolnych. Nie mając własnego mieszkania, rezyduje w wynajętym pokoju u kolegi z pracy, Romka. Z zawiści wobec wyższych hierarchią kolegów postanawia ubiegać się o prowadzenie prestiżowego balu, który organizowany jest na okoliczność otwarcia hotelu „Lux”. Pomoc obiecuje Lutkowi dyrektor Wydziału Kultury, jednak aspirujący wodzirej próbuje wygryźć starszych konkurentów: Sikorę, Majera, Lasotę oraz Myśliwca. Do metod, jakie wdraża, należy składanie anonimowych donosów, szantażowanie konkurentów, zdrada wobec przyjaciół, a nawet świadczenie usług seksualnych. Stopniowo Danielak pogrąża kolejnych konkurentów, w tym Romka, który miał zapewnioną pracę konferansjera. Ostatecznie Lutek Danielak otrzymuje zadanie poprowadzenia wymarzonego balu nie dzięki swoim działaniom, lecz dzięki wstawiennictwu dyrektora, który dotrzymał słowa zgodnie z obietnicą daną Danielakowi. Pełen entuzjazmu Lutek markotnieje, gdy Romek, dowiedziawszy się o makiawelicznych działaniach współlokatora, publicznie, podczas trwającej imprezy, uderza go pięścią w twarz.

## Obsada
- Jerzy Stuhr – jako Lutek Danielak
- Sława Kwaśniewska – jako Mela, była kadrowa "Estrady"
- Wiktor Sadecki – jako konferansjer Czesław Lasota
- Michał Tarkowski – jako Romek Hawałka
- Ewa Kolasińska – jako Iza, żona Romka
- Ryszard Kotys – jako Kazik, brat Danielaka
- Alfred Freudenheim – jako dyrektor "Estrady"
- Bohdan Krzywicki – jako Majer
- Andrzej Urbańczyk – estradowiec
- Jana Švandová – jako Urszula, dziewczyna Danielaka
- Paweł Nowisz – jako ekspedient w sklepie z telewizorami
- Mirosława Marcheluk – jako Danka, żona Danielaka
- Marian Cebulski – jako Myśliwiec
- Jerzy Kryszak – jako Rysiek Przybylski
- Mieczysław Surwiłło – jako prezes spółdzielni mieszkaniowej
- Halina Wyrodek – jako gospodyni
- Bogusław Sobczuk – jako dyrektor Wydziału Kultury
- Mieczysław Kobek – jako pan Mietek
- Aleksander Fabisiak – jako Witek Kobus, prawnik, kolega Danielaka
- Jerzy Wasiuczyński – jako pan Jurek
- Jerzy Braszka – jako estradowiec
- Aleksandra Kisielewska – jako Nina, przyjaciółka Przybylskiego
- Tadeusz Huk – jako fotograf Tomek
- Bogusław Linda – jako lekarz pogotowia
- Edward Hulewicz – w roli samego siebie, piosenkarz na balu

## Produkcja
Reżyser filmu, Feliks Falk, tłumaczył dobór głównej roli aktorskiej następująco:
Decydując się na Jerzego Stuhra, postawiłem na autentyzm i intensywność. Stuhr bowiem ma niezwykły dar (większy, wydaje mi się, niż inni aktorzy) przekazywania autentycznej prawdy. Nie tracąc nic ze swojej osobowości, łatwo przeistacza się w inne postacie i identyfikuje się z nimi. Wodzirej bez Stuhra na pewno zostałby pozbawiony pewnej wiarygodności. A tymczasem chodziło mi o to, żeby świat przedstawiony w filmie był światem prawdziwym, dotykalnym, który wszyscy znają, a bohater – chociaż w swoich cechach przerysowany i wynaturzony – to jednak prawdopodobny. I Stuhr to zadanie znakomicie spełnił.
Zdjęcia plenerowe zrealizowano w Krakowie (ul. Wielopole, hala Wisły, Dębniki, hotel Cracovia) i Łodzi (nieistniejący już Hotel Centrum - wnętrza i widok samego hotelu).

## Odbiór
Aleksander Jackiewicz wyraził pozytywną opinię o Wodzireju, gdyż jego zdaniem „Pokazuje on [...] biednych ludzi, skołatanych, goniących za groszem i jakimś sukcesem. Bo już świat, w którym działają jest tandetny [...]. Ale żeby przebić się przez ten świat, trzeba mieć wilcze zęby”. Zdaniem Ryszarda Koniczka Wodzirej stanowił „ogromny krok naprzód młodego reżysera, jak gdyby ponowne narodziny artystycznej osobowości. Nieskrępowanej, otwartej na rzeczywistość, a jednocześnie zadziwiająco sprawnej profesjonalnie”. Bolesław Michałek zauważał, że film Falka „nie jest subtelny i nie miał w zamierzeniu takim być, w przeciwieństwie do W środku lata tego samego reżysera. Lecz film jest znakomicie skonstruowany, a aktorstwo Jerzego Stuhra – znakomite”.